# Alouatta ululata
Alouatta ululata är en primat i släktet vrålapor som förekommer i nordöstra Brasilien. Populationen klassificerades en längre tid som underart till Alouatta belzebul och sedan 2013 godkänns den som art.

## Utseende
Några uppmäta hannar hade en kroppslängd (huvud och bål) av 43 till 56,5 cm, en svanslängd av 56 till 61,5 cm och en vikt av ungefär 4,7 kg. Hos honor är pälsen allmänt gulaktig till krämfärgad. Några gråa skuggor kan förekomma. Hannar har nästan helsvart päls med röda ställen på händerna, fötterna, kroppssidorna och svansens slut.

## Utbredning
Utbredningsområdet ligger i delstaterna Ceará, Maranhão och Piauí i Brasilien. Arten lever där i fuktiga städsegröna skogar och den besöker även torrare och delvis lövfällande skogar.

## Ekologi
Denna primat är aktiv på dagen och klättrar främst i träd. Den äter liksom andra vrålapor främst blad samt frukter, bark, frön och unga växtskott. En flock bildas av en alfahanne, några honor och deras ungar. Allmänt antas vara levnadssättet lika som hos andra släktmedlemmar.

## Status
Arten påverkas sedan länge av människans aktiviteter. Skogarna finns bara kvar i avlägsna kulliga områden. Dessutom förekommer jakt. För att skydda vrålapan och andra djur inrättades två nationalparker och ett reservat. IUCN befarar att beståndet minskar med 20 procent under de kommande 24 åren (räknad från 2008) och listar Alouatta ululata som starkt hotad (EN).